# فهرست فرودگاه‌های کلاس سی در ایالات متحده آمریکا

## ایالات متحده

### آلاباما
- BHM / KBHM فرودگاه بین‌المللی برمینگهم-شاتلسورث
- HSV / KHSV فرودگاه بین‌المللی هانتسویل
- MOB / KMOB فرودگاه منطقه‌ای موبایل

### آلاسکا
- ANC / PANC فرودگاه بین‌المللی تد استیونز انکوریج

### آریزونا
- DMA / KDMA پایگاه نیروی هوایی دیویس–مونتهن
- TUS / KTUS فرودگاه بین‌المللی توسان

### آرکانزاس
- LIT / KLIT فرودگاه صخره کوچک ملی
- XNA / KXNA فرودگاه منطقه‌ای نورث‌وست (آرکانزاس)

### کالیفرنیا
- BAB / KBAB پایگاه نیروی هوایی بیل
- BUR / KBUR فرودگاه باب هوپ
- FAT / KFAT فرودگاه بین‌المللی فرسنو یوسیمیتی
- MRY / KMRY فرودگاه منطقه‌ای مانتری
- OAK / KOAK فرودگاه بین‌المللی اوکلند
- ONT / KONT فرودگاه بین‌المللی انتاریو
- RIV / KRIV پایگاه هوایی مارس جوینت ایر ریسرو
- SBA / KSBA فرودگاه شهرستان سانتا باربارا
- SJC / KSJC فرودگاه بین‌المللی سان خوزه
- SMF / KSMF فرودگاه بین‌المللی سکرامنتو
- SNA / KSNA فرودگاه جان وین

### کلرادو
- COS / KCOS Colorado Springs Airport (City of Colorado Springs Municipal)

### Connecticut
- BDL / KBDL فرودگاه بین‌المللی بردلی

### Florida
- DAB / KDAB فرودگاه بین‌المللی روزتونا بیچ
- FLL / KFLL فرودگاه بین‌المللی فورت لادرداله – هالی‌وود
- JAX / KJAX فرودگاه بین‌المللی جکسنویل
- NDZ / KNDZ میدان هوایی نیروی هوایی ملی آمریکا در ساوت-ویتینگ
- NPA / KNPA پایگاه هوایی پنسکوولا
- NSE / KNSE میدان هوایی نیروی هوایی ملی آمریکا در نورث-ویتینگ
- PBI / KPBI فرودگاه بین‌المللی پالم بیچ
- PNS / KPNS فرودگاه بین‌المللی پنساکولا
- RSW / KRSW فرودگاه بین‌المللی ساوثوست فلوریدا
- SFB / KSFB فرودگاه بین‌المللی اورلندو سنفورد
- SRQ / KSRQ فرودگاه بین‌المللی ساراستابردنتن
- TLH / KTLH فرودگاه محلی تالاهاسی

### Georgia
- SAV / KSAV فرودگاه بین‌المللی سوننه/هیلتن حعیا

### Hawaii
- OGG / PHOG فرودگاه کاهولوی

### Idaho
- BOI / KBOI فرودگاه بویزی

### Illinois
- CMI / KCMI فرودگاه ویلارد دانشگاه ایلینوی
- MDW / KMDW فرودگاه بین‌المللی میدوی شیکاگو
- MLI / KMLI فرودگاه بین‌المللی کواد سیتی
- PIA / KPIA فرودگاه بین‌المللی ژنرال وین براندزینو داونینگ پیوریا
- SPI / KSPI فرودگاه کپیتل آبراهام لینکن

### Indiana
- EVV / KEVV فرودگاه محلی اونسویل
- FWA / KFWA فرودگاه بین‌المللی فورت وین، ایندیانا
- IND / KIND فرودگاه بین‌المللی ایندیاناپلیس
- SBN / KSBN فرودگاه محلی سوت بند

### Iowa
- CID / KCID فرودگاه آیوای شرقی
- DSM / KDSM فرودگاه بین‌المللی دی موین، آیووا

### Kansas
- ICT / KICT فرودگاه ویچیتا مید-کانتیننت

### Kentucky
- LEX / KLEX فرودگاه بلوگرس
- SDF / KSDF فرودگاه بین‌المللی لوئیزویله

### Louisiana
- BAD / KBAD پایگاه نیروی هوایی بارکسدال
- BTR / KBTR فرودگاه باتون‌روژ متروپالیتن
- LFT / KLFT فرودگاه لفیت ریجنل
- SHV / KSHV فرودگاه منطقه‌ای شروپورت

### Maine
- BGR / KBGR فرودگاه بین‌المللی بنگر
- PWM / KPWM فرودگاه جت بین‌المللی پورتلند

### Michigan
- FNT / KFNT فرودگاه بین‌المللی بیشاپ
- GRR / KGRR فرودگاه بین‌المللی جرالد فورد
- LAN / KLAN فرودگاه بین‌المللی کپیتل ریجن

### Mississippi
- CBM / KCBM پایگاه نیروی هوایی کلامبس
- JAN / KJAN فرودگاه بین‌المللی جکسن-اورز

### Missouri
- SGF / KSGF فرودگاه ملی اسپرینگفیلد-برانسون

### Montana
- BIL / KBIL فرودگاه بین‌المللی بیلینگز لوگان

### Nebraska
- LNK / KLNK فرودگاه لینکولن (نبرسکا)
- OFF / KOFF پایگاه نیروی هوایی اوففوت
- OMA / KOMA فرودگاه صحرایی اپلی

### Nevada
- RNO / KRNO فرودگاه بین‌المللی رنو تاهوئه

### New Hampshire
- MHT / KMHT فرودگاه منطقه‌ای منچستر-بستون

### New Jersey
- ACY / KACY فرودگاه بین‌المللی اتلنتیک سیتی

### New Mexico
- ABQ / KABQ فرودگاه بین‌المللی آلبوکرکی

### New York
- ALB / KALB فرودگاه بین‌المللی آلبانی
- BUF / KBUF فرودگاه بین‌المللی بوفالو نیاگارا
- ISP / KISP فرودگاه لانگ آیلند مک‌آرتور
- ROC / KROC فرودگاه بین‌المللی گریتر راچستر
- SYR / KSYR فرودگاه بین‌المللی سیراکیوز هنکاک

### North Carolina
- AVL / KAVL فرودگاه منطقه‌ای اشویل
- FAY / KFAY فرودگاه ناحیه‌ای فیتیول
- GSO / KGSO فرودگاه بین‌المللی پیدمونت تراید
- POB / KPOB فرودگاه صحرایی ارتشی پوپ
- RDU / KRDU فرودگاه بین‌المللی رالیگ-دورهام

### Ohio
- CAK / KCAK فرودگاه اکران (اوهایو)
- CMH / KCMH فرودگاه بین‌المللی پورت کلمبوس
- DAY / KDAY فرودگاه بین‌المللی دیتون
- TOL / KTOL فرودگاه تولدو اکسپرس

### Oklahoma
- OKC / KOKC فرودگاه ویل راجرز
- TIK / KTIK پایگاه نیرو هوایی تینکر
- TUL / KTUL فرودگاه بین‌المللی تالسا، اکلاهما

### Oregon
- PDX / KPDX فرودگاه بین‌المللی پورتلند

### Pennsylvania
- ABE / KABE فرودگاه بین‌المللی لی والی

### Rhode Island
- PVD / KPVD فرودگاه تی. اف. گرین

### South Carolina
- CAE / KCAE فرودگاه شهرستان کلمبیا
- CHS / KCHS فرودگاه بین‌المللی چارلستون
- GSP / KGSP فرودگاه بین‌المللی گرنویل-اسپارتانبورگ
- MYR / KMYR فرودگاه بین‌المللی میرتل بیچ
- SSC / KSSC پایگاه نیروی هوایی شاو

### Tennessee
- BNA / KBNA فرودگاه بین‌المللی نشویل
- CHA / KCHA فرودگاه چتنوگا مترپالیتن
- TYS / KTYS فرودگاه مک‌گی تایسن

### Texas
- ABI / KABI فرودگاه منطقه‌ای ابلین
- AMA / KAMA فرودگاه بین‌المللی ریک هازبند آماریلو
- AUS / KAUS فرودگاه بین‌المللی آستین
- CRP / KCRP فرودگاه بین‌المللی کرپوس کریستی
- DLF / KDLF پایگاه نیروی هوایی لفلین
- DYS / KDYS پایگاه نیروی هوایی دیس
- ELP / KELP فرودگاه بین‌المللی ال پاسو
- HRL / KHRL فرودگاه بین‌المللی ولی
- LBB / KLBB فرودگاه بین‌المللی لوبوک پرستون اسمیت
- MAF / KMAF فرودگاه بین‌المللی میدلند
- SAT / KSAT فرودگاه بین‌المللی سن آنتونیو

### Vermont
- BTV / KBTV فرودگاه بین‌المللی برلینگتون

### Virginia
- ORF / KORF فرودگاه بین‌المللی نورفولک
- ROA / KROA فرودگاه محلی روانوک
- RIC / KRIC فرودگاه بین‌المللی ریچموند

### Washington
- GEG / KGEG فرودگاه بین‌المللی اسپوکن
- NUW / KNUW پایگاه هوایی جزیره وهیدبی
- SKA / KSKA پایگاه نیروی هوایی فیرچایلد

### West Virginia
- CRW / KCRW فرودگاه ایگر

### وینسکانسین
- GRB / KGRB فرودگاه بین‌المللی استن استراوبل
- MKE / KMKE فرودگاه بین‌المللی ژنرال میچل
- MSN / KMSN فرودگاه منطقه‌ای شهرستانی دین

## United States Territories

### پورتوریکو
- SJU / TJSJ فرودگاه بین‌المللی لوئیز مونز مارین

### جزایر ویرجین
- STT / TIST فرودگاه سیرل گری کینگ